# Alfredo Pascual
Alfredo Pascual Sanz (Chañe, Segovia, España, 9 de junio de 1945-Ferrol, La Coruña, España, 9 de mayo de 2014) fue un futbolista y entrenador español que jugaba como defensa.

## Clubes

### Como jugador
| Club                   | País   | Año       |
| ---------------------- | ------ | --------- |
| S. D. Indauchu         | España | 1965-1968 |
| Club Ferrol            | España | 1968-1970 |
| Real Sporting de Gijón | España | 1970-1975 |
| Deportivo Alavés       | España | 1975-1976 |

### Como entrenador
| Club                  | País   | Año       |
| --------------------- | ------ | --------- |
| C. D. Laredo          | España | 1987-1990 |
| Racing Club de Ferrol | España | 1990-1991 |